# سیلاندرو
سیلاندرو (به ایتالیایی: Silandro) یک منطقهٔ مسکونی در ایتالیا است که در تیرول جنوبی واقع شده‌است.

## خصوصیات
سیلاندرو ۱۱۵ کیلومترمربع مساحت و ۵٬۹۹۰ نفر جمعیت دارد و ۷۲۰ متر بالاتر از سطح دریا واقع شده‌است.

## خواهرخوانده
شهرهای Böhl-Iggelheim و Sankt Anton am Arlberg خواهرخوانده‌های سیلاندرو هستند.